# Microlestes seladon
Microlestes seladon es una especie de escarabajo de la familia Carabidae.

## Distribución geográfica
Se distribuye por el paleártico: Europa y la mitad occidental del Oriente Próximo.